# Sinagoga Bet El
La Sinagoga Bet El es un edificio religioso de la fe judía en Barranquilla, Colombia. 
Realiza servicios religiosos todos los días. En ella se celebran todas las fechas importantes del calendario judío. Ubicada en la calle 87 # 42G-46, fue construida en 1964.